# Prix littéraire Clément-Marchand
Le prix littéraire Clément-Marchand est un prix littéraire créé en 1979 et appelé jusqu'en 2001 concours littéraire de la Société des écrivains de la Mauricie. C'est actuellement un prix de poésie, mais au cours de son histoire il a parfois récompensé d'autres genres littéraires ou des tranches d'âge d'auteur. Il est remis en hommage à Clément Marchand, écrivain québécois.
Ce prix s'adresse aux résidents de la région de la Mauricie ou du Centre-du-Québec, à l'exclusion des membres réguliers de la Société des écrivains de la Mauricie et des anciens lauréats du prix.

## Lauréats
- 1980 - André Barrette
- 1981 - André Barrette
- 1982 - Aucun lauréat
- 1983 - Brunette Pelletier
- 1984 - Micheline Tremblay
- 1985 - Marie Gagnier
- 1986 - Monique Juteau
- 1987 - Normand Gilles
- 1988 - Lise Quessy-Pinard (prose), Marcil Cossette (poésie)
- 1989 - Anne-Marie Couturier (prose), Ginette Dubuc (poésie)
- 1990 - Yves Jacob (prose), Jacques Perreault (poésie)
- 1991 - Jocelyn Trudel (prose), Lyne Laverdière (poésie)
- 1992 - Rose-Aimée Bédard (prose), Marie Saint-Arnaud (poésie)
- 1993 - Annie Pronovost (prose), Pierre Bilodeau (poésie)
- 1994 - Michel Jean
- 1995 - Aucun lauréat
- 1996 - Mélanie Labarre (17-25 ans), Martin Gélinas (26 ans et plus)
- 1997 - Étienne Gingras Paquette (17-25 ans), Yvette Hélie et Jean-Guy Lachance (26 ans et plus)
- 1998 - Lucie Jeffrey (prose), Christine Bussières (poésie)
- 1999 - Monique Giroux (prose), France Hallé (poésie)
- 2000 - Annie Lapointe (prose), Steve Auger (poésie)
- 2001 - Fred Pellerin (prose), Évelyne Gagnon (poésie)
- 2002 - Marjolaine Bohémier
- 2003 - Sandra Belley
- 2004 - Normand Roussel
- 2005 - Josiane Cossette
- 2006 - Pascal Lareau
- 2007 - Karolyne Boucher
- 2008 - Yvan Hamel
- 2009 - Lucie Bouchard
- 2010 - François Martin
- 2011 - Raphaëlle B. Adam
- 2012 - André Hamel
- 2013 - Jean-François Morissette
- 2014 - Frédéric Laflamme (gagnant) et Fannie Bourque-Côté (mention)
- 2015 - prix reporté
- 2016 - Florilène Loupret
- 2017 - Lysandre Gagnon (gagnant) et Stéphanie Généreux (mention)
- 2018 - Marie-Lou Cormier (gagnante) et Pierre-Olivier Garand (mention)
- 2019 - Myriame Ezelin (gagnante) et Jocelyne Duchesne (mention)